# Gynoplistia occipitalis
Gynoplistia occipitalis là một loài ruồi trong họ Limoniidae. Chúng phân bố ở miền Australasia.